# Ван Сін
Ван Сін (кит. 王兴, піньїнь: Wáng Xīng, нар. 18 лютого 1979) — китайський підприємець в галузі Інтернету і соціальних мереж, мільярдер, виконавчий директор фірми Мейтуань-Дяньпін, один з найбагатших людей Китаю, статок якого оцінюється в 4.1 мільярда доларів на січень 2019 року.
Народився 18 лютого 1979 року в повіті Лун'янь округу Лун'янь провінції Фуцзянь, Китай. Закінчив Університет Цінхуа у 2001 році, здобувши ступінь бакалавра, У 2003 році навчався інформатики в Делаверському університеті, отримав диплом майстра і повернувся до Китаю для докторантури.
На початку своєї підприємницької діяльності займався клонуванням найбільш поширених американських соціальних мереж для китайських користувачів, домагаючись високого ступеня подібності.
В 2005 році Ван Сін разом з іншими підприємцями організував масову соціальну мережу Сяоней 
— пізніше відому як Renren. Мережа має інтерфейс, що копіює Facebook.
У 2007 році він заснував фірму Фаньфоу (кит. 饭否, піньїнь: Fanfou), що є мережею мікроблогів — клон Твіттер.
Пізніше він відійшов від клонування американських систем і зайнявся власними інноваціями.
У 2010 році він заснував мережу Мейтуань (美团网) для масової організації замовлень і доставляння товарів і послуг (O-2-O: online-to-offline) мережа набула величезну популярність, особливо для дрібнороздрібного товарообігу, замовлення їжі в ресторані, замовлення продуктів або разових послуг; оплата в мережі проводилася негайно через мобільні телефони і QR-коди; приймалися до оплати і геть невеликі суми менше одного юаня.
За версією журналу Forbes він знаходиться на третьому місці з сорока найвпливовіших підприємців Китаю.